# 1678
Il 1678 (MDCLXXVIII in numeri romani) è un anno  del XVII secolo.

## Eventi
- 1º gennaio – Apertura della Reale accademia a Torino, attuale Accademia militare dell'Esercito di Modena. Con decreto della Duchessa Maria Giovanna Battista di Savoia Nemours, reggente del figlio Vittorio Amedeo, veniva aperta a Torino l'istituto di formazione militare più antico al mondo, anticipando di un cinquantennio le accademie di S. Pietroburgo in Russia (1723), la Royal Academy britannica (1741), l'Ecole Royale Militaire francese (1751), la Kriegsakademie di Pozdam prussiana (1745) ed ultima West Point statunitense (1802).
- 9 marzo – Nell'ambito della guerra d'Olanda, l'esercito francese, comandato dal Maresciallo di campo Vauban, conquista Gand.
- 8 aprile – I Francesi abbandonano Messina; la città è riconquistata dagli spagnoli. Si conclude nel peggiore dei modi la Rivolta di Messina, iniziata nel 1674.
- 20 aprile – Charles Seymour eredita all'età di 16 anni il Ducato di Somerset in seguito alla morte del fratello di 20 anni Francis.
- 24 aprile – In seguito alla morte del padre, Luigi VII, a 19 anni eredita il Langraviato d'Assia-Darmstadt.
- Maggio – Viene pubblicata in forma anonima La principessa di Clèves.
- 3 maggio – In seguito alla morte del padre Bernardo II, Giovanni Guglielmo, a 3 anni di età, eredita il Ducato di Sassonia-Jena.
- 25 giugno – Elena Lucrezia Corner Piscopia è la prima donna a laurearsi nel mondo.
- 25 luglio – Camillo III Gonzaga all'età di 28 anni diventa Conte di Novellara in seguito alla morte del padre Alfonso II.
- 10 agosto – Viene firmata la pace di Nimega tra Francia di Luigi XIV e Province Unite di Guglielmo III d'Orange che sancisce la conclusione della Guerra d'Olanda.
- 31 agosto – In seguito alla morte precoce a soli 20 anni del fratellastro Luigi VII, Ernesto Luigi all'età di 10 anni eredita il Langraviato d'Assia-Darmstadt.
- 17 settembre – La Francia firma la Pace di Nimega anche con la Spagna di Carlo II d'Asburgo.

## Nati

### Gennaio
- 1º gennaio - Girolamo Pamphili, IV principe di San Martino al Cimino e Valmontone, principe italiano († 1760)
- 10 gennaio - Paul Gabriel Antoine, teologo e gesuita francese († 1743)
- 15 gennaio - François Gigot de La Peyronie, medico francese († 1747)

### Febbraio
- 2 febbraio - Dorothea Maria Graff, pittrice, disegnatrice e illustratrice tedesca († 1743)
- 24 febbraio - Maria Anna di Borbone-Condé, nobile francese († 1718)
- 28 febbraio - Ludovico Rusconi Sassi, architetto italiano († 1736)

### Marzo
- 4 marzo - Antonio Vivaldi, compositore e violinista italiano († 1741)
- 7 marzo - Filippo Juvarra, presbitero, architetto e scenografo italiano († 1736)
- 11 marzo - Prosper Marchand, editore francese († 1756)
- 15 marzo - Dominique Marie Varlet, vescovo cattolico francese († 1742)
- 16 marzo - Carlo Filiberto II d'Este, nobile († 1752)
- 20 marzo - Antoni Viladomat, pittore spagnolo († 1755)
- 21 marzo - Maria Elisabetta di Schleswig-Holstein-Gottorp, religiosa tedesca († 1755)
- 29 marzo - Giovanni Francesco Bagnoli, pittore italiano († 1712)

### Aprile
- 11 aprile - Ferdinando Antonio Lazzari, francescano e compositore italiano († 1754)
- 14 aprile - Abraham Darby I, imprenditore inglese († 1717)
- 15 aprile - Cesare Mazzoni, pittore italiano († 1763)
- 23 aprile - Louis Bourguet, geologo e archeologo svizzero († 1742)
- 28 aprile - Agapito Mosca, cardinale italiano († 1760)

### Maggio
- 3 maggio - Giorgio Federico II di Brandeburgo-Ansbach, nobile († 1703)
- 3 maggio - Amaro Pargo, corsaro spagnolo († 1747)
- 6 maggio - Carlotta di Lorena, nobildonna francese († 1757)
- 19 maggio - Francesco Farnese, duca italiano († 1727)
- 22 maggio - Domenico Guardi, pittore italiano († 1716)
- 23 maggio - Francesco Bertos, scultore italiano († 1741)
- 24 maggio - Alexis Grimou, pittore francese († 1733)
- 29 maggio - Adolfo di Dalberg, abate tedesco († 1737)

### Giugno
- 3 giugno - Domenico Antonio Vaccaro, pittore, scultore e architetto italiano († 1745)
- 6 giugno - Luigi Alessandro di Borbone, conte di Tolosa, ammiraglio e generale francese († 1737)
- 7 giugno - Marcello Passari, cardinale e arcivescovo cattolico italiano († 1741)
- 15 giugno - Lorenzo Gioeni, vescovo cattolico italiano († 1754)
- 16 giugno - Jakob Hermann, matematico svizzero († 1733)
- 24 giugno - Ulrik Christian Gyldenløve, generale danese († 1719)
- 24 giugno - Jean-Baptiste de Tillier, politico e storico italiano († 1744)

### Luglio
- 6 luglio - Nicola Francesco Haym, compositore, violoncellista e librettista italiano († 1729)
- 11 luglio - Francesco Paolo Supriani, violoncellista e compositore italiano († 1753)
- 16 luglio - Sofia Carlotta d'Assia-Kassel, duchessa († 1749)
- 16 luglio - Carmine Gentili, ceramista italiano († 1763)
- 26 luglio - Giuseppe I d'Asburgo, imperatore († 1711)
- 29 luglio - Vittorio Francesco Stancari, matematico e astronomo italiano († 1709)

### Agosto
- 23 agosto - Günther XLIII di Schwarzburg-Sondershausen, principe († 1740)
- 25 agosto - Jacques Caffieri, ebanista e scultore francese († 1755)

### Settembre
- 5 settembre - Giacomo Moncada, nobile, politico e militare italiano († 1743)
- 12 settembre - Cristina Giuliana di Baden-Durlach, nobildonna tedesca († 1707)
- 16 settembre - Henry Saint-John Bolingbroke, politico e filosofo inglese († 1751)
- 20 settembre - Matthäus Seutter, cartografo tedesco († 1757)
- 26 settembre - Giuseppe Maria Martelli, arcivescovo cattolico italiano († 1741)
- 29 settembre - Peter Lacy, generale irlandese († 1751)
- 29 settembre - Adrien Maurice de Noailles, militare e diplomatico francese († 1766)
- 30 settembre - Franz Anton von Lamberg, principe, politico e generale austriaco († 1759)

### Ottobre
- 4 ottobre - Friedrich Wilhelm von Grumbkow, politico e militare prussiano († 1739)
- 10 ottobre - John Campbell, II duca di Argyll, nobile e militare scozzese († 1743)
- 16 ottobre - Anna Waser, pittrice svizzera († 1714)
- 22 ottobre - Johann Philipp Harrach, generale e diplomatico austriaco († 1764)
- 27 ottobre - Pierre Rémond de Montmort, matematico francese († 1719)

### Novembre
- 26 novembre - Carlo Leopoldo di Meclemburgo-Schwerin, nobile tedesco († 1747)
- 26 novembre - Giorgio Guglielmo di Brandeburgo-Bayreuth, nobile († 1726)
- 26 novembre - Jean Jacques Dortous de Mairan, astronomo francese († 1771)
- 30 novembre - Juan José Navarro, ammiraglio spagnolo († 1772)

### Dicembre
- 8 dicembre - Pedro de Castro, generale spagnolo († 1741)
- 10 dicembre - Claude-Thomas Dupuy, avvocato e funzionario francese († 1738)
- 13 dicembre - Yongzheng, imperatore cinese († 1735)

### Senza giorno specificato
- Thai Sa, sovrano († 1733)
- Siro Baroni, pittore italiano († 1746)
- Tommaso Saverio Caravita, giurista italiano († 1744)
- William Croft, compositore e organista inglese († 1727)
- John Cruger, politico danese († 1744)
- Ferdinando Sigismondo Delamonce, architetto francese († 1753)
- Akinfij Nikitič Demidov, imprenditore russo († 1745)
- Edward England, pirata britannico († 1721)
- George Farquhar, drammaturgo irlandese († 1707)
- Pierre Fauchard, odontoiatra francese († 1761)
- Barthold Feind, librettista, poeta e scrittore tedesco († 1721)
- Friedrich Christian Feustking, presbitero, scrittore e librettista tedesco († 1739)
- Alexander Gordon, II duca di Gordon, nobile scozzese († 1728)
- Charles Hayes, matematico inglese († 1760)
- Thomas Hearne, antiquario inglese († 1735)
- James Hodgson, matematico scozzese († 1755)
- Giacomo Laderchi, storico italiano († 1738)
- Giuseppe Lucchese Prezzolini, architetto e ingegnere italiano († 1724)
- Simon Ockley, orientalista e storico inglese († 1720)
- Bernardo Schiaffino, scultore e pittore italiano († 1725)
- John Senex, cartografo, incisore e esploratore inglese († 1740)
- Joachim Ludwig Schultheiß von Unfriedt, architetto tedesco († 1753)
- Giovanni VI Ventimiglia, nobile e politico italiano († 1748)
- Manuel de Zumaya, compositore messicano († 1755)

## Morti

### Gennaio
- 8 gennaio - Emanuele Brignole, nobile e filantropo italiano (n. 1617)
- 11 gennaio - Ferrante III Gonzaga, nobile italiano (n. 1618)
- 16 gennaio - Madeleine de Souvré de Sablé, scrittrice francese (n. 1599)
- 28 gennaio - Izzunnissa Begum, nobildonna indiana
- 29 gennaio - Giulio Carpioni, pittore e incisore italiano (n. 1613)
- 29 gennaio - Jerónimo Lobo, gesuita portoghese (n. 1593)

### Febbraio
- 13 febbraio - Cosimo Fanzago, scultore e architetto italiano (n. 1591)
- 15 febbraio - Anne de Noailles, nobile e ufficiale francese (n. 1613)
- 21 febbraio - Salomon Savery, pittore e incisore olandese (n. 1594)
- 26 febbraio - Heinrich Kipping, filologo e storico tedesco

### Marzo
- 6 marzo - Donato Calvi, letterato e religioso italiano (n. 1613)
- 23 marzo - Nicolaes Willingh, pittore e decoratore olandese
- 27 marzo - Juan de Leyva de la Cerda, spagnolo (n. 1604)
- 28 marzo - Claude François Milliet Dechales, matematico francese (n. 1621)

### Aprile
- 12 aprile - Thomas Stanley, scrittore e traduttore inglese (n. 1625)
- 18 aprile - Buonaccorso Buonaccorsi, cardinale italiano (n. 1620)
- 20 aprile - Chiara Margarita Cozzolani, cantante, compositrice e monaca cristiana italiana (n. 1602)
- 20 aprile - Francis Seymour, V duca di Somerset, nobile inglese (n. 1658)
- 22 aprile - Sebastiano Mazzoni, pittore, poeta e architetto italiano (n. 1611)
- 24 aprile - Luigi VI d'Assia-Darmstadt (n. 1630)
- 27 aprile - Nicolas Roland, presbitero francese (n. 1642)
- 30 aprile - Sigismondo Chigi, cardinale italiano (n. 1649)

### Maggio
- 3 maggio - Bernardo II di Sassonia-Jena, nobile (n. 1638)
- 4 maggio - Anna Maria van Schurman, filosofa, poetessa e scienziata olandese (n. 1607)
- 5 maggio - Niccolò Gherardini, biografo italiano (n. 1604)
- 19 maggio - Philipp Chemnitz, storico e teologo tedesco (n. 1605)

### Giugno
- 4 giugno - Catherine-Charlotte de Gramont, nobildonna francese (n. 1639)
- 17 giugno - Giacomo Torelli, scenografo, ingegnere e architetto italiano (n. 1608)
- 20 giugno - Giorgio IV di Erbach-Fürstenau, nobile tedesco (n. 1646)
- 30 giugno - Paul de Vos, pittore fiammingo (n. 1592)

### Luglio
- 3 luglio - Sertorio Orsato, storico italiano (n. 1617)
- 6 luglio - Giudoco Ermanno di Lippe-Biesterfeld, nobile tedesco (n. 1625)
- 12 luglio - Antoine III de Gramont, militare e diplomatico francese (n. 1604)
- 16 luglio - Giovanni Antonio Cavazzi da Montecuccolo, missionario, francescano e scrittore italiano (n. 1621)
- 25 luglio - Alfonso II Gonzaga, nobile (n. 1616)

### Agosto
- 2 agosto - Willem Gabron, pittore fiammingo (n. 1619)
- 5 agosto - Gianfrancesco Morosini, patriarca cattolico italiano (n. 1604)
- 16 agosto - Nicolò Bona, politico dalmata (n. 1600)
- 16 agosto - Andrew Marvell, poeta e politico inglese (n. 1621)
- 17 agosto - Prospero Fagnani Boni, giurista italiano (n. 1588)
- 22 agosto - Giovanni Battista Falda, incisore italiano (n. 1643)
- 31 agosto - Luigi VII d'Assia-Darmstadt (n. 1658)

### Settembre
- 1º settembre - Jan Bruegel il Giovane, pittore fiammingo (n. 1601)
- 8 settembre - Pietro Della Vecchia, pittore italiano (n. 1603)
- 12 settembre - Carlo Rosa, pittore italiano (n. 1613)
- 19 settembre - Neri Corsini, cardinale e arcivescovo cattolico italiano (n. 1614)
- 19 settembre - Christoph Bernhard von Galen, vescovo cattolico tedesco (n. 1606)
- 20 settembre - Antonio Masini, compositore italiano

### Ottobre
- 2 ottobre - Philips Vingboons, architetto, disegnatore e pittore olandese
- 2 ottobre - Wu Sangui, generale cinese (n. 1612)
- 5 ottobre - Edvige Ulfeldt, contessa danese (n. 1626)
- 9 ottobre - Pietro Francesco Baccarini, religioso italiano (n. 1600)
- 11 ottobre - Willem Schellinks, pittore, incisore e poeta olandese
- 12 ottobre - Edmund Berry Godfrey, magistrato britannico (n. 1621)
- 12 ottobre - Pieter Codde, pittore olandese (n. 1599)
- 18 ottobre - Cornelis Galle il Giovane, incisore fiammingo (n. 1615)
- 18 ottobre - Jacob Jordaens, pittore fiammingo (n. 1593)
- 19 ottobre - Samuel van Hoogstraten, pittore olandese (n. 1627)
- 24 ottobre - Marino Giovanni Zorzi, vescovo cattolico italiano (n. 1634)

### Novembre
- 4 novembre - Pompeo Varese, arcivescovo cattolico e diplomatico italiano (n. 1624)
- 5 novembre - Giovan Battista Nani, ambasciatore e storico italiano (n. 1616)
- 18 novembre - Giovanni Maria Bononcini, violinista, compositore e teorico della musica italiano (n. 1642)
- 20 novembre - Karel Dujardin, pittore olandese
- 30 novembre - Andries de Graeff, politico olandese (n. 1611)
- 30 novembre - Stefano Quaranta, arcivescovo cattolico italiano (n. 1586)

### Dicembre
- 6 dicembre - Damian Hartard von der Leyen, arcivescovo cattolico tedesco (n. 1624)
- 9 dicembre - Robert Nanteuil, pittore e incisore francese (n. 1623)
- 29 dicembre - Franz Eusebius von Pötting, nobile, diplomatico e politico austriaco (n. 1627)

### Senza giorno specificato
- Domenico Ambrogi, pittore italiano
- Pieter Jansz van Asch, pittore olandese (n. 1603)
- Martin de Barcos, teologo francese (n. 1600)
- Giovanni Bichi, ammiraglio italiano (n. 1613)
- Giovanni Bittante, pittore, stuccatore e decoratore italiano (n. 1633)
- Giovenale Boetto, architetto, pittore e incisore italiano (n. 1604)
- Giovanni Battista Casella "de Annibale", scultore e stuccatore svizzero (n. 1623)
- Maurizio Cazzati, compositore italiano (n. 1616)
- Joseph Chabanceau de La Barre, organista e compositore francese (n. 1633)
- Cornelis Decker, pittore olandese
- Angiolo Everardi, pittore italiano (n. 1647)
- Galeazzo Gualdo Priorato, militare, storico e scrittore italiano (n. 1606)
- Joseph Heintz il Giovane, pittore tedesco
- Bernardo de Iturriaza, giudice spagnolo (n. 1608)
- John Jenkins, compositore e liutista inglese (n. 1592)
- François Pierre de La Varenne, cuoco e scrittore francese (n. 1618)
- John Lindsay, XVII conte di Crawford, politico scozzese (n. 1596)
- Macario di Kanev, santo ucraino (n. 1605)
- Innocenzo Mangani, architetto e scultore italiano (n. 1608)
- Marco Martelli, imprenditore italiano (n. 1592)
- Giovan Battista Odierna, giurista italiano (n. 1602)
- Paisio di Alessandria, arcivescovo ortodosso greco (n. 1610)
- Adrien Parvilliers, gesuita, arabista e missionario francese (n. 1619)
- Crispijn van de Passe III, editore e incisore olandese (n. 1628)
- Antonio de Pereda, pittore spagnolo (n. 1611)
- Filippo Picinelli, prete e teologo italiano (n. 1604)
- Erasmus Quellinus il Giovane, pittore fiammingo (n. 1607)
- Jean de Reyn, pittore fiammingo
- Pirro Schettini, poeta italiano (n. 1630)
- Otto Marseus van Schrieck, pittore e disegnatore olandese
- Zacharias Traber, gesuita austriaco (n. 1611)
- Caesar van Everdingen, pittore olandese (n. 1606)
- Laurens van der Hem, giurista olandese (n. 1621)

## Calendario
| Calendario 1678 | Calendario 1678 | Calendario 1678 | Calendario 1678 | Calendario 1678 | Calendario 1678 | Calendario 1678 | Calendario 1678 | Calendario 1678 | Calendario 1678 | Calendario 1678 | Calendario 1678 | Calendario 1678 | Calendario 1678 | Calendario 1678 | Calendario 1678 | Calendario 1678 | Calendario 1678 | Calendario 1678 | Calendario 1678 | Calendario 1678 | Calendario 1678 | Calendario 1678 | Calendario 1678 | Calendario 1678 | Calendario 1678 | Calendario 1678 | Calendario 1678 | Calendario 1678 | Calendario 1678 | Calendario 1678 | Calendario 1678 | Calendario 1678 |
| --------------- | --------------- | --------------- | --------------- | --------------- | --------------- | --------------- | --------------- | --------------- | --------------- | --------------- | --------------- | --------------- | --------------- | --------------- | --------------- | --------------- | --------------- | --------------- | --------------- | --------------- | --------------- | --------------- | --------------- | --------------- | --------------- | --------------- | --------------- | --------------- | --------------- | --------------- | --------------- | --------------- |
|                 | 1               | 2               | 3               | 4               | 5               | 6               | 7               | 8               | 9               | 10              | 11              | 12              | 13              | 14              | 15              | 16              | 17              | 18              | 19              | 20              | 21              | 22              | 23              | 24              | 25              | 26              | 27              | 28              | 29              | 30              | 31              |                 |
| Gennaio         | Sa              | Do              | Lu              | Ma              | Me              | Gi              | Ve              | Sa              | Do              | Lu              | Ma              | Me              | Gi              | Ve              | Sa              | Do              | Lu              | Ma              | Me              | Gi              | Ve              | Sa              | Do              | Lu              | Ma              | Me              | Gi              | Ve              | Sa              | Do              | Lu              |                 |
| Febbraio        | Ma              | Me              | Gi              | Ve              | Sa              | Do              | Lu              | Ma              | Me              | Gi              | Ve              | Sa              | Do              | Lu              | Ma              | Me              | Gi              | Ve              | Sa              | Do              | Lu              | Ma              | Me              | Gi              | Ve              | Sa              | Do              | Lu              |                 |                 |                 |                 |
| Marzo           | Ma              | Me              | Gi              | Ve              | Sa              | Do              | Lu              | Ma              | Me              | Gi              | Ve              | Sa              | Do              | Lu              | Ma              | Me              | Gi              | Ve              | Sa              | Do              | Lu              | Ma              | Me              | Gi              | Ve              | Sa              | Do              | Lu              | Ma              | Me              | Gi              |                 |
| Aprile          | Ve              | Sa              | Do              | Lu              | Ma              | Me              | Gi              | Ve              | Sa              | Do              | Lu              | Ma              | Me              | Gi              | Ve              | Sa              | Do              | Lu              | Ma              | Me              | Gi              | Ve              | Sa              | Do              | Lu              | Ma              | Me              | Gi              | Ve              | Sa              |                 |                 |
| Maggio          | Do              | Lu              | Ma              | Me              | Gi              | Ve              | Sa              | Do              | Lu              | Ma              | Me              | Gi              | Ve              | Sa              | Do              | Lu              | Ma              | Me              | Gi              | Ve              | Sa              | Do              | Lu              | Ma              | Me              | Gi              | Ve              | Sa              | Do              | Lu              | Ma              |                 |
| Giugno          | Me              | Gi              | Ve              | Sa              | Do              | Lu              | Ma              | Me              | Gi              | Ve              | Sa              | Do              | Lu              | Ma              | Me              | Gi              | Ve              | Sa              | Do              | Lu              | Ma              | Me              | Gi              | Ve              | Sa              | Do              | Lu              | Ma              | Me              | Gi              |                 |                 |
| Luglio          | Ve              | Sa              | Do              | Lu              | Ma              | Me              | Gi              | Ve              | Sa              | Do              | Lu              | Ma              | Me              | Gi              | Ve              | Sa              | Do              | Lu              | Ma              | Me              | Gi              | Ve              | Sa              | Do              | Lu              | Ma              | Me              | Gi              | Ve              | Sa              | Do              |                 |
| Agosto          | Lu              | Ma              | Me              | Gi              | Ve              | Sa              | Do              | Lu              | Ma              | Me              | Gi              | Ve              | Sa              | Do              | Lu              | Ma              | Me              | Gi              | Ve              | Sa              | Do              | Lu              | Ma              | Me              | Gi              | Ve              | Sa              | Do              | Lu              | Ma              | Me              |                 |
| Settembre       | Gi              | Ve              | Sa              | Do              | Lu              | Ma              | Me              | Gi              | Ve              | Sa              | Do              | Lu              | Ma              | Me              | Gi              | Ve              | Sa              | Do              | Lu              | Ma              | Me              | Gi              | Ve              | Sa              | Do              | Lu              | Ma              | Me              | Gi              | Ve              |                 |                 |
| Ottobre         | Sa              | Do              | Lu              | Ma              | Me              | Gi              | Ve              | Sa              | Do              | Lu              | Ma              | Me              | Gi              | Ve              | Sa              | Do              | Lu              | Ma              | Me              | Gi              | Ve              | Sa              | Do              | Lu              | Ma              | Me              | Gi              | Ve              | Sa              | Do              | Lu              |                 |
| Novembre        | Ma              | Me              | Gi              | Ve              | Sa              | Do              | Lu              | Ma              | Me              | Gi              | Ve              | Sa              | Do              | Lu              | Ma              | Me              | Gi              | Ve              | Sa              | Do              | Lu              | Ma              | Me              | Gi              | Ve              | Sa              | Do              | Lu              | Ma              | Me              |                 |                 |
| Dicembre        | Gi              | Ve              | Sa              | Do              | Lu              | Ma              | Me              | Gi              | Ve              | Sa              | Do              | Lu              | Ma              | Me              | Gi              | Ve              | Sa              | Do              | Lu              | Ma              | Me              | Gi              | Ve              | Sa              | Do              | Lu              | Ma              | Me              | Gi              | Ve              | Sa              |                 |